# Экономический университет в Братиславе
Экономический университет в Братиславе (словац. Ekonomická univerzita v Bratislave) — старейший вуз экономической направленности в Словакии. Возник в 1940 году как частная Высшая коммерческая школа в Братиславе (Vysoká obchodná škola v Bratislave, VOŠ). В 1945 году был национализирован и переименован в Словацкую высшую коммерческую школу. В 1949 году название было заменено на Высшая школа хозяйственных наук, а в 1952 году — на Высшая экономическая школа. Нынешнее название было присвоено в 1992 году.
Ректор — профессор Фердинанд Даньо.
Общежития университета находятся в Горном парке.

## Факультеты
Экономический университет в Братиславе состоит из шести факультетов:
- Факультет народного хозяйства
- Факультет коммерции
- Факультет хозяйственной информатики
- Факультет предпринимательского менеджмента
- Факультет международных отношений
- Факультет прикладных языков

Один факультет расположен в городе Кошице — хозяйственно-предпринимательский факультет.